# Anthony Moura-Komenan
Anthony Moura-Komenan (Bruges, 20 gennaio 1986) è un ex calciatore ivoriano con cittadinanza francese, di ruolo centrocampista.

## Carriera

### Club
Cresce nel settore giovanile del Bordeaux, con la cui maglia non scende però mai in campo in partite di campionato. Nel 2006 passa al Libourne-St-Seurin, con cui in due stagioni di Ligue 2 gioca complessivamente 50 partite segnando 4 gol; in seguito gioca altre 8 partite di seconda serie con la maglia dell'Ajaccio.

### Nazionale
Ha preso parte con la sua nazionale ai Giochi Olimpici di Pechino 2008, nei quali ha giocato 4 partite senza segnare nessun gol.